# Уэнтворт, Томас, 5-й барон Уэнтворт
Томас Уэнтворт, 5-й барон Уэнтворт (англ. Thomas Wentworth, 5th Baron Wentworth; 1612 — 1 марта 1665) — английский дворянин и военный деятель, барон Уэнтворт (1640—1665).

## Биография
Томас Уэнтворт был старшим сыном Томаса Уэнтворта, 1-й графа Кливленд и его первой жены, леди Анны Крофт.
Получил образование в Тринити-колледже Оксфордского университета. В 1639 по 1640 годы Томас участвовал в Епископских войнах против шотландских пресветириан, в которых королевская армия потерпела поражение. В том же году он получил титул барона Уэнтворт, который ранее носил его отец, а также стал членом парламента от Бедфордшира.
Во время Английской революции вместе с отцом воевал на стороне роялистов, он участвовал в битвах при Типтон-Грине, Кропреди-Бридже, в которых командовал драгунами. После поражения королевской армии при Торрингтоне, весной 1646 года он отправился в изгнание с принцем Уэльским.
В сентябре 1651 года Томас вернулся в Англию и вместе с отцом участвовал в битве при Вустере, которая закончилась победой парламентской армии. Его отец попал вскоре в плен, и Томас покинул Англию, где вошёл в королевский двор Карла II, находившийся в изгнании.
В июне 1658 года Томас участвовал в битве при Дюнкерке, которая закончилась победой французов.
После реставрации монархии престол занял король Карл II и Уэнтворт вернулся в Англию, где стал командующим гренадёрского полка в звании полковника. Скончался 1 марта 1665 года на 54-м году жизни за два года до смерти отца, был похоронен в Тоддингтоне.

## Семья
Был женат на Филадельфии Кэри, дочери сэра Фердинанда Кэри, у супругов была единственная дочь:
- Генриетта Уэнтворт (11 августа 1660 — 23 апреля 1686), баронесса Уэнтворт (1667—1686).